# Simon Rodia

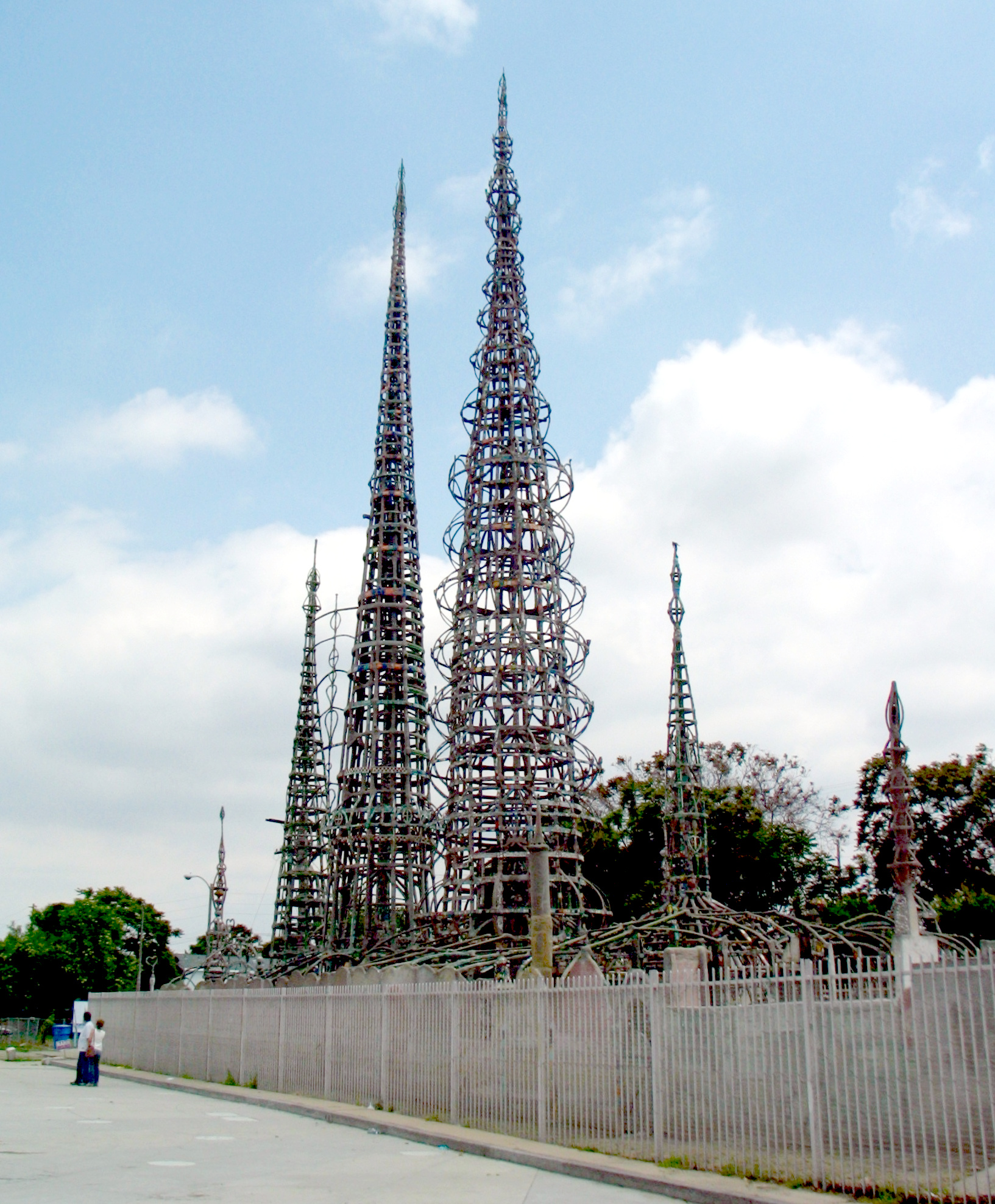
Watts Towers Simona Rodii

Sabato „Simon” Rodia (ur. 12 lutego 1879 w Serino, zm. 16 lipca 1965 w Martinez) – imigrant włoski. Większość swojego dorosłego życia spędził w Los Angeles, Kalifornia. Mieszkał w dzielnicy Watts, gdzie skonstruował swoje słynne Watts Towers.
Urodził się w 1879 roku niedaleko Neapolu, we Włoszech. W wieku 15 lat wyemigrował wraz z bratem do USA i początkowo mieszkał w Pennsylwanii. Wkrótce jego brat zginął w wypadku w kopalni i Rodia przeniósł się na zachodnie wybrzeże. Mieszkał początkowo w Seattle, gdzie ożenił się i miał troje dzieci, później w Oakland i Long Beach. Z początkiem lat dwudziestych XX w. przeniósł się do Watts, gdzie zaczął konstruować swoje wieże.
Budowę rozpoczął w roku 1921, skończył w 1954. Po skończeniu budowy, przeniósł się do Martinez w Kalifornii, gdzie mieszkał aż do śmierci w 1965 roku. Uważa się, że po opuszczeniu Watts nigdy więcej nie widział już swoich wież. Powodem przeprowadzki były spory z sąsiadami na temat wież.
Na okładce albumu grupy the Beatles zatytułowanego Sgt. Pepper’s Lonely Hearts Club Band wydanego w 1967 roku, znajduje się zdjęcie Simona Rodii. Jedna ze szkół ponadpodstawowych w Watts nosi jego imię.
Według krytyka Robert Koehlera, film dokumentalny zatytułowany: I Build the Tower jest najpełniejszym obrazem samorosłego architekta Simona Rodii i jego dzieła”.